# Karl Theodor Hartweg

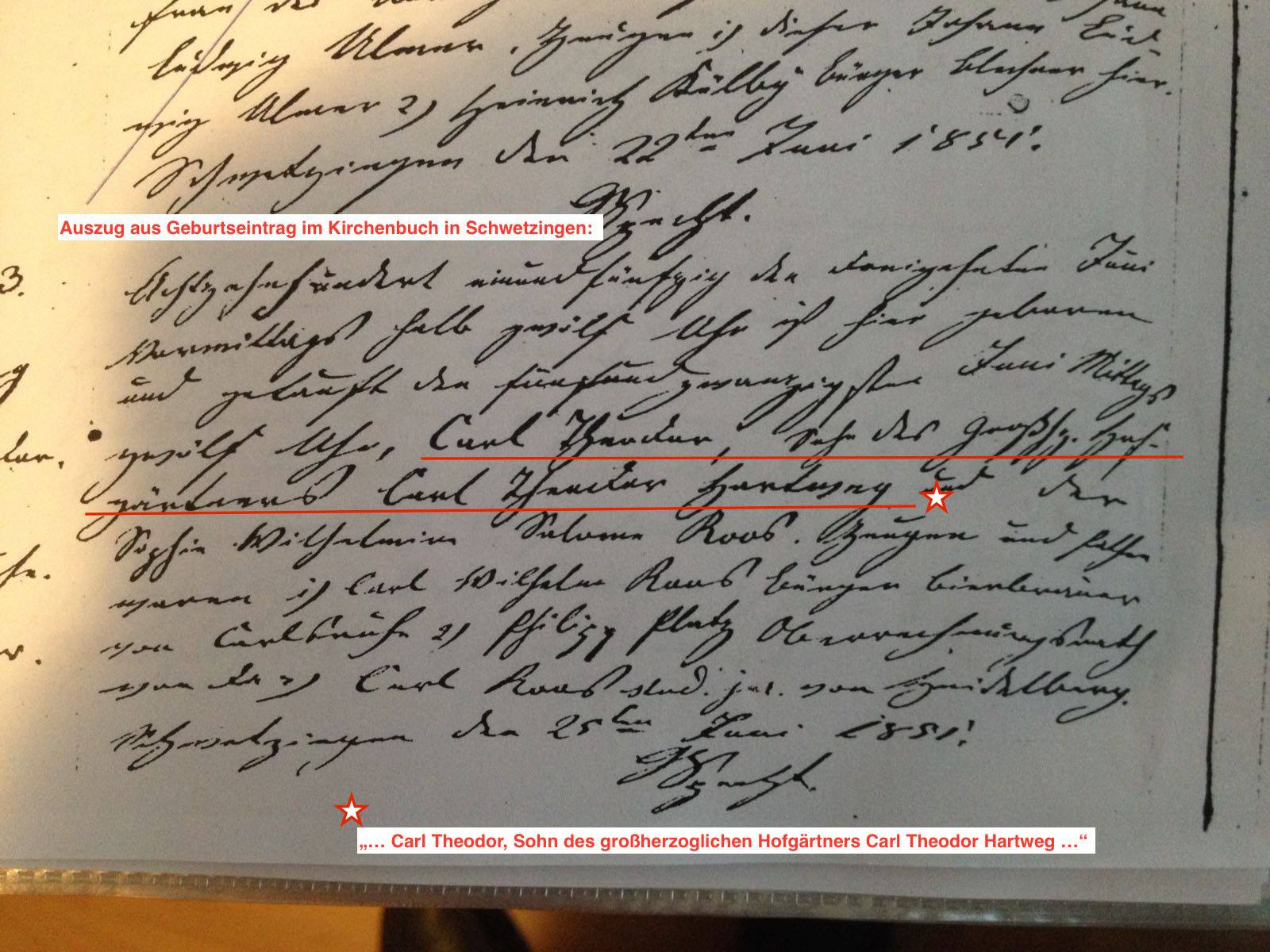
Auszug aus Kirchenregister

Karl Theodor Hartweg,  auch Carl Theodor Hartweg (* 18. Juni 1812 in Karlsruhe; † 3. Februar 1871 in Schwetzingen) war ein badischer, deutscher Botaniker. Er war Pflanzensammler für die Royal Horticultural Society in London. Sein offizielles botanisches Autorenkürzel lautet „Hartw.“.

## Leben und Wirken
Karl Theodor Hartweg war der Sohn des Gartendirektors Andreas Hartweg (1777–1831). Von 1836 bis 1847 sammelte er in verschiedenen Ländern des amerikanischen Kontinents Pflanzen, die überwiegend von George Bentham beschrieben wurden. Zu den Pflanzen, die Hartweg von seinen Expeditionen mitbrachte, zählen zahlreiche Fuchsien aber auch Orchideen und Kakteen.
Danach war er Garteninspektor im Schlosspark in Schwetzingen.

## Ehrungen
Die Pflanzengattungen Hartwegia Lindl. aus der Familie der Orchideen und Hartwegiella O.E.Schulz aus der Familie der Kreuzblütler (Brassicaceae) sind nach ihm benannt.